# Nobody's Child (nummer)
Nobody’s Child is een liedje dat op het eind van de jaren veertig van de 20e eeuw is geschreven door Cy Coben (1919-2006) en Mel Foree (1911-1990). Het liedje is een smartlap over een weesjongen die blind is en daarom nooit geadopteerd zal worden. Hij kan alleen maar hopen dat hij straks in de hemel wel kan zien en daar welkom is.
De eerste die het liedje opnam, was de Canadese countryzanger Hank Snow in 1949. De volgende bekende artiest die het opnam was Lonnie Donegan, die het op zijn eerste langspeelplaat Lonnie Donegan Showcase van december 1956 zette. Daarna volgden Tony Sheridan en the Beat Brothers (ofwel The Beatles) in 1961. Een latere versie is van de Traveling Wilburys uit 1990.

## Versie van Tony Sheridan en The Beatles
Van 22 t/m 24 juni 1961 nam de zanger Tony Sheridan, een Engelsman die in het Duitse Hamburg woonde, een aantal nummers op onder leiding van de producer Bert Kaempfert. Hij nam daarbij als begeleidingsgroep een onbekend bandje mee, dat toen onder contract stond bij de Top Ten Club in die stad: The Beatles. Het resultaat waren vijf opnamen van Sheridan met The Beatles en twee van The Beatles zonder Sheridan. Het is mogelijk dat er toen nog meer nummers van Sheridan zijn opgenomen zonder The Beatles. Nobody’s Child was een van de drie liedjes uit de opnamesessie van 24 juni in Studio Rahlstedt.
De bezetting was:
- Tony Sheridan, zang, sologitaar
- Paul McCartney, basgitaar
- Pete Best, drums

De opnametechnicus was Karl Hinze. John Lennon en George Harrison deden vermoedelijk niet mee.
Van de zeven opnamen van Tony Sheridan en The Beatles koos Kaempfert My Bonnie en The Saints om in Duitsland uit te brengen op single. Die nummers werden niet toegeschreven aan Tony Sheridan and the Beatles, maar aan Tony Sheridan and the Beat Brothers. The Beat Brothers was een soort verzamelnaam voor iedere band die met Sheridan optrad. De vijf andere nummers bleven op de plank liggen, hoewel de single een klein hitje was.
Pas toen The Beatles beroemd waren geworden, bracht Polydor, de platenmaatschappij die de opnamen onder zijn hoede had, in april 1964 een langspeelplaat uit met alle zeven liedjes die in juni 1961 in Hamburg waren opgenomen, plus een ander liedje van Sheridan met The Beatles, dat later was opgenomen (Sweet Georgia Brown) en ook nog vier liedjes van Sheridan met anoniem gebleven andere muzikanten. De lp heette The Beatles' First, en hierop stond dus ook Nobody’s Child. Alle opnamen werden toegeschreven aan ‘The Beatles featuring Tony Sheridan’.
Na deze lp bracht zowel Polydor als het Amerikaanse ATCO een paar singletjes op de markt met twee nummers van de lp. Nobody’s Child verscheen op 4 juni 1964 in de Verenigde Staten als achterkant van Ain't She Sweet, dat overigens een van de twee nummers was die The Beatles hadden opgenomen zonder Sheridan. De duur van Nobody’s Child was daarbij ingekort van 3 minuten en 52 seconden tot 2 minuten en 58 seconden. De plaat haalde de 19e plaats in de Billboard Hot 100.
Op 5 oktober 1964 kwam Atco met een lp getiteld Ain't She Sweet. Hierop stonden behalve het titelnummer drie nummers van Tony Sheridan met The Beatles: Sweet Georgia Brown, If You Love Me, Baby en Nobody’s Child (de ingekorte versie). De overige acht nummers waren nummers van The Beatles en andere Engelse popgroepen uit die tijd, gecoverd door een groep die zich The Swallows noemde.
De twaalf nummers van The Beatles' First zijn daarna nog vele malen opnieuw uitgebracht, soms met nog een paar andere nummers waar Tony Sheridan als zanger optrad. De verzameling nummers kreeg dan een titel als The Early Tapes of the Beatles, In the Beginning (Circa 1960), Very Together of The Beatles in Hamburg.

## Versie van The Traveling Wilburys
De Traveling Wilburys was een gelegenheidsformatie, bestaande uit George Harrison, Bob Dylan, Jeff Lynne, Tom Petty en aanvankelijk ook Roy Orbison. Ze namen in hun korte bestaan (1988-1990) twee albums op en werkten mee aan een benefietalbum waarvan de opbrengst bestemd was voor de Roemeense weeskinderen: Nobody's Child: Romanian Angel Appeal. Hun versie van Nobody’s Child is het titelnummer van dit album, waaraan verder onder anderen Van Morrison, Elton John, Eric Clapton en Stevie Wonder meewerkten.
Nobody’s Child kwam in hetzelfde jaar (1990) ook als cd-single uit, met op de achterkant Lumiere van David A. Stewart en With a Little Help from My Friends door Ringo Starr and His All-Starr Band. De single haalde de 44e plaats in de UK Singles Chart.

## Andere versies
- De Britse zangeres Karen Young had in 1969 een hit met het nummer. Het bereikte de zesde plaats in de UK Singles Chart.
- De countryzanger Hank Williams jr., de zoon van Hank Williams, nam het nummer in hetzelfde jaar ook op. Zijn versie kwam tot nummer 46 in de Billboard Hot 100.
- De Sloveense zangeres Majda Sepe zong, ook al in 1969, een Sloveense versie van het nummer onder de titel Sirota.